# Манатов, Шариф Ахметзянович
Шариф Ахметзянович Манатов (баш. Шәриф Әхмәтйән улы Манатов; 20 октября 1887 или 20 октября 1892, Челябинский уезд, Оренбургская губерния — 1936, Монатовка, Челябинская область) — государственный и общественный деятель, один из лидеров Башкирского национального движения, Председатель Башкирского центрального шуро, учёный-востоковед, журналист, социолог.

## Биография
Шариф Ахметзянович (Ахметович; Ахмедович; Шариф Ахметзян) Манатов (Монатов) родился 20 октября 1887 года (по другим данным 1892 года) в семье башкирского муллы в деревне Манатово Катайской волости Челябинского уезда Оренбургской губернии. Решением Курганского облисполкома № 389 от 27 сентября 1965 года д. Монатово Юламановского сельсовета Альменевского района Курганской области исключена как сселившиеся. Ныне территория деревни входит в Альменевский муниципальный округ той же области.
Сначала поступил в медресе «Галия» в Уфе. Среднее образование получил в семинарии Семипалатинска (окончил в 1910 году).
В 1910 году поступил на историко-филологический факультет института имени Бехтерева в Санкт-Петербурге. С сентября 1911 года учился на педагогическом факультете Петербургского психоневрологического института по специальности «всеобщая история». В октябре 1914 года ушёл с 3-го курса. Работал журналистом. В 1914 году в газете «Тормош» («Жизнь», Уфа) опубликовал статью, в которой писал, что мусульмане России всегда будут работать рука об руку с русской интеллигенцией. В 1914 году поступил в Стамбульский университет. В январе 1915 года — марте 1916 года работал весовщиком на женевской шоколадной фабрике, затем на ферме в пригороде Оне́. В Швейцарии (Цюрихе или Женеве) встречался с В. И. Лениным. С января 1917 года Манатов является членом партии меньшевиков-интернационалистов. После Февральской революции Шариф Ахметзянович вернулся в Оренбург. Здесь он вливается в Башкирское национальное движение и становится одним из организаторов Башкирских съездов (курултаев) и движения за создание автономии Башкурдистана.
Башкирское областное Шуро было избрано 20 июля 1917 года в Оренбурге на I Всебашкирском курултае в составе 6 человек. Председателем был избран Манатов Шариф. Избраны членами исполнительного комитета Центрального Шуро: Шариф Манатов, Гариф Мутин, Сагид Мрясов, Ильдархан Мутин, Осман Куватов, Харис Юмагулов.  Шуро непосредственно занималось подготовкой переговоров и осуществлением Башкирской территориальной автономии в федеративном устройстве России. II Всебашкирский курултай состоявшийся 25–29 августа 1917 года в Уфе снова высказался за федеративно-демократическое устройство России и переизбрал областное Шуро: его состав увеличился до 12 человек, председателем Шуро вновь был избран Шариф Манатов, а его заместителем стал Заки Валидов. После Октябрьской революции в Петрограде Манатов переехал вместе с Шуро в Оренбург, где Шуро примкнуло к сформированному в октябре 1917 года Комитету спасения Родины и Революции во главе с атаманом А.И. Дутовым. Находившееся в Оренбурге Башкирское Правительство 11 ноября 1917 года в фармане №1 (Указ №1) подтвердило необходимость для башкир собственного национального самоуправления. А 15 ноября 1917 года Башкирское областное шуро явочным порядком приняло уже постановление о провозглашении автономии Башкортостана, которое на следующий день было объявлено Фарманом №2 (Указ №2). Его подписали председатель шуро Шариф Манатов, его заместитель Ахметзаки Валидов, секретарь шуро Шайхзада Бабич и шесть заведующих отделами шуро. В постановлении и фармане говорилось: «Башкирский областной совет объявляет башкирскую территорию Оренбургской, Уфимской, Самарской и Пермской губерний с сего 15 ноября автономной частью Российской республики». Как председатель Башкирского Правительства был уполномочен вести переговоры с СНК об автономии Башкортостана, утверждённой Учредительным Башкирским Курултаем (парламентом) в декабре 1917 года в Оренбурге.
8–20 декабря 1917 года в Оренбурге состоялся III Всебашкирский учредительный курултай. На нем было принято решение об утверждении провозглашения автономии Башкурдистана в границах Малой Башкирии, охватывающей территорию, занимаемую восточными башкирами, с разделением её на 9 кантонов. Съезд образовал органы автономного управления Малой Башкирии, определил состав предпарламента — Малого Курултая из 22 членов и 3 кандидатов. При тайном голосовании по большинству поданных голосов первые два места в члены предпарламента заняли, соответственно, Шариф Манатов и Заки Валидов. Манатов, будучи членом Учредительного Собрания по списку башкир-федералистов Оренбургской губернии, приехал в Петроград 6 (19) января 1918 года, когда Учредительное собрание было распущено. 7 января 1918 года при встрече с Лениным Манатов заявил, что есть люди, которые стараются представить башкирское движение как якобы направленное против революции, что не соответствует действительности; Ленин же в свою очередь предложил создать центральное мусульманское учреждение заметив при этом (согласно воспоминаниям Манатова): если будете действовать заодно с И.В. Сталиным, то добьётесь всего, чего желаете.
Комитет по делам мусульман Внутренней России, созданный декретом СНК от 17 января 1918 года при Народном комиссариате по делам национальностей РСФСР, в составе: М. М. Вахитов (председатель), Г. Г. Ибрагимов и «член бывшего Учредительного собрания от Оренбургской губ.» Ш.А. Манатов (заместитель председателя).
Манатов сотрудничал в первой газете на татарском языке «Чулпан» («Утренняя Звезда»).
После ареста Шуро и Башкирского правительства (избрано на Башкирском курултае в Оренбурге в декабре 1917 года) 4 февраля 1918 года Оренбургским ВРК Временный Революционный Совет Башкортостана (сформирован в тот же день) обратился в Наркомнац с требованием ареста Манатова, на что Сталин ответил: Манатов «утверждён членом Мусульманского комиссариата при СНК. Он по вашей телеграмме арестован не будет, не будет также снят с занимаемой им должности». Манатов подписал вместе со Сталиным и другими «Положение Наркомнаца об образовании Татаро-Башкирской Советской Республики» (опубликовано 23 марта в «Правде»).
В марте 1918 года он познакомился с основателем Коммунистической партии Турции Мустафой Субхи. Вполне вероятно, что именно Субхи рекомендовал Шарифа Ахметовича для подпольной революционной работы в Турции.
В мае 1918 года Шариф Манатов вступил в ряды ВКП(б). Тогда же, во время совместной поездки в Уфу, Г. Г. Ибрагимов «отправил Манатова за решетку», о чём 21 июля сообщила местная газета «Вперед». Из сарапульской тюрьмы Манатов отправил письмо И. В. Сталину и был освобожден. С января 1919 года находился в командировке в Турцию для оказания помощи в создании коммунистической партии. Здесь избран в президиум Анкарского комитета Компартии, основал и возглавил газету «Ени дунья». Осенью 1920 года арестован, бежал («подкупив караульных»). Декретом Совнаркома от 21 декабря 1920 года его назначают полномочным представителем Наркомнаца в Башкирской АССР.

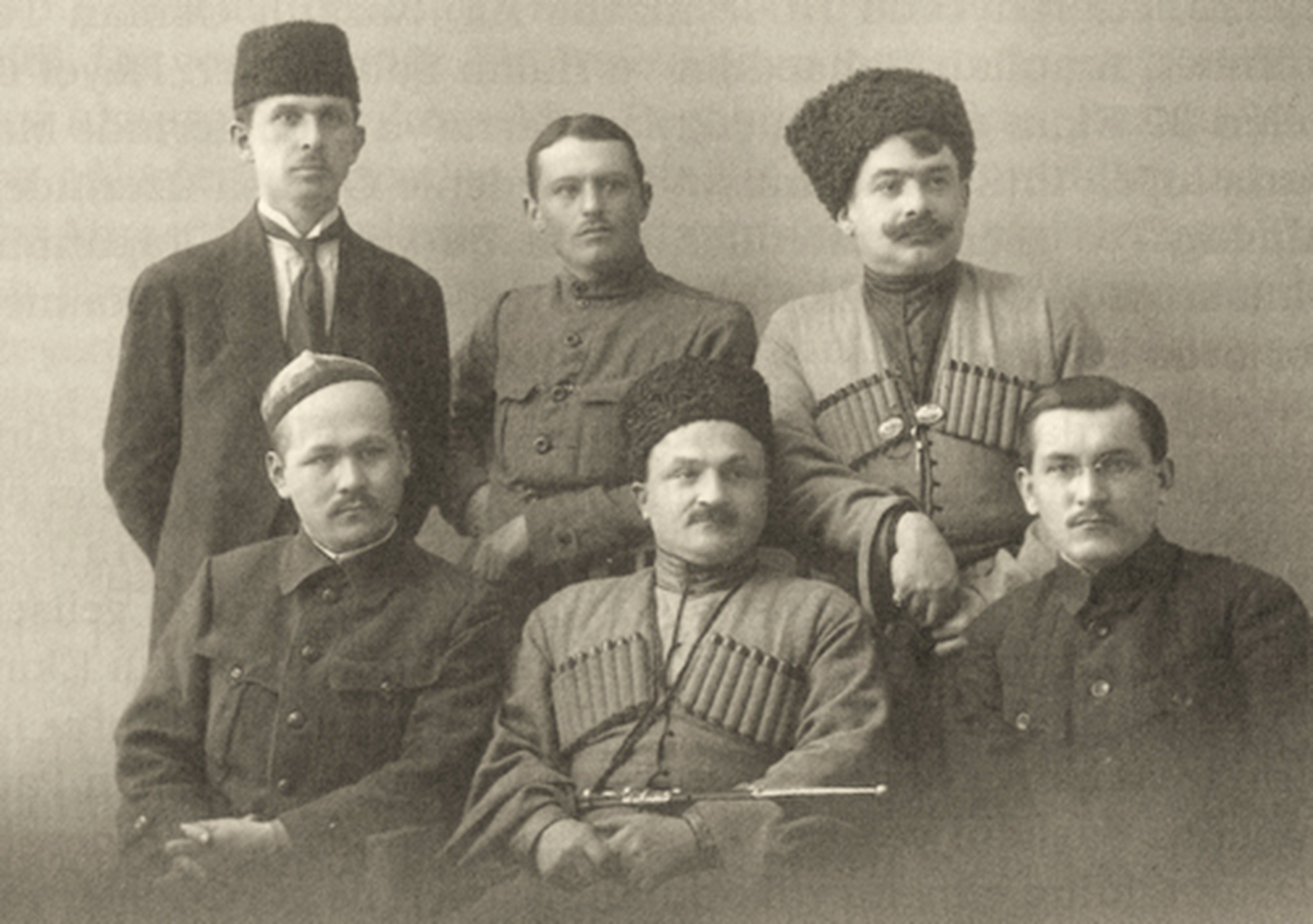
Мусульманские политические эмигранты в Тифлисе, 1920 г.
Сидят (справа): Шариф Манатов, Ахмед Цаликов, Мустафа Шокай.
Стоят (справа): Султан Альдиев, Омар Терегулов, Усман Токумбетов

В октябре 1921 вернулся в Москву в качестве представителя Башкирии в Наркомнаце. С марта 1923 года возглавлял ГУС Туркестанского Наркомпроса (Ташкент). С декабря 1923 года по май 1925 года руководил Академическим центром при Народном комиссариате просвещения БАССР (Уфа). В сентябре 1924 года во время чистки советских учреждений от «нежелательных элементов» был освобожден от работы. Затем работал в Ярославском педагогическом институте, был заведующим отделом печати ЦК Компартии Азербайджана, ректором  педагогического института. В 1925—1931 гг. преподавал «историю большевизма и ленинизма» в Закавказском Коммунистическом институте им. 26 бакинских комиссаров (Тифлис), заведовал пропагандистским подотделом агитпропа Закавказского крайкома партии. В связи с ухудшением здоровья переехал в Крым, с ноября 1931 года по октябрь 1932 года в должности профессора преподавал в Симферопольском комвузе (был также «руководителем исторической кафедры»). С 1 октября 1932 года по командировке ЦК ВКП(б) и по представлению С. Ф. Ольденбурга зачислен в аспирантуру ИВ АН СССР (по араб. отделению; науч. руководитель акад. И. Ю. Крачковский; специальность «история Турции»).
С 9 октября 1933 года зачислен в ПБ на полставки главным библиотекарем ОНЛ. С 21 ноября того же года уволен из ПБ ввиду зачисления в аспирантуру. С 1 мая 1934 года отчислен из аспирантуры «по болезни».
Переехав во Фрунзе, Манатов в должности и. о. профессора читал лекции по всеобщей истории в Киргизском педагогическом институте. В 1935 году выехал для лечения в Башкирию. Во время пребывания Манатова в столице из Фрунзе поступил «сигнал», что он «считается больным», а на самом деле «использует пребывание в Уфе для связи с исключенными из партии и снятыми с работы». Решением Фрунзенского горкома от 31 октября 1935 года Манатов был исключен из партии «как не изживший контрреволюционной буржуазно-националистической идеологии». Уволившись из института и отправив (в нач. 1936) письмо в КПК с просьбой снять с него несправедливое обвинение, Манатов в сопровождении жены, троих детей уехал к брату в деревню Монатовку Челябинской области. В марте 1936 года выездная «парттройка» вынесла решение о переносе вопроса на разрешение партколлегии КПК «согласно просьбе». Пересмотра Манатов не дождался.
Шариф Ахметзянович Манатов скончался в 1936 году в деревне Монатовке Миасского района Челябинской области, в 1963 путем объединения дер. Монатовки и центральной усадьбы совхоза «Черновский» образовано село Смородинка, ныне село входит в Черновской территориальный округ Миасского городского округа Челябинской области. Был «похоронен с почестями» на деревенском кладбище в д. Кучуково Учалинского района Башкирской ССР.
После XX съезда КПСС его жена Г. С. Манатова возобновила ходатайство покойного мужа. 21 июня 1962 года КПК при ЦК КПСС рассмотрела её заявление, и он «был реабилитирован в гражданском и партийном отношении».

## Сочинения
- Башкирская Автономная Республика. // Жизнь национальностей, кн. 1, 1923. — С. 40-45.
- Турецкая жизнь в отражении турецкой прессы // Новый Восток. 1922. Кн. 1.

## Семья
Шариф Манатов был женат, у них четверо детей, которые в советское время проживали в Литовской ССР.
Сын Шамиль Шарифович Манатов в годы Великой Отечественной войны был военным летчиком, а затем работал в гражданской авиации.